# Lotte Kramer
Lotte Kramer (geboren als Lotte Karoline Wertheimer am 22. Oktober 1923 in Mainz) ist eine britische Schriftstellerin deutscher Herkunft.

## Leben
Lotte Kramer ist die einzige Tochter von Ernst und Sofie Wertheimer (geborene Wertheimer). Der aus Süddeutschland stammende Vater hatte vor dem Ersten Weltkrieg Dramen veröffentlicht, arbeitete aber seither im Unternehmen seiner Schwiegereltern, einem Wein- und Likörhandel in Mainz, als Buchhalter. Beide Eltern waren liberale Juden. Sie wurden am 20. März 1942 von Mainz aus in das Zwangsgetto in Piaski im besetzten Polen deportiert. Kramers Eltern hatten sich in erster Linie als Deutsche definiert und die Gefahr des wachsenden Judenhasses lange nicht wahrhaben wollen.
Nach der Machtübergabe an die Nationalsozialisten musste Lotte die Volksschule verlassen und besuchte ab 1934 die neu eingerichtete Jüdische Bezirksschule. Ihr Großvater, der Kaufmann H[einrich] Wertheimer aus Kehl im Schwarzwald starb laut dem ersten Braunbuch am 2. April 1933 als eines der frühesten Opfer des NS-Regimes. Auch nachdem bei den Novemberpogromen 1938 die Hauptsynagoge Mainz und das benachbarte Schulgebäude niedergebrannt worden waren, konnte sich die Familie nicht zum Auswandern entschließen. Den Suizid des Schulleiters Eugen Mannheimer und dessen Frau angesichts des Terrors reflektieren mehrere Gedichte aus unterschiedlichen Schaffensphasen Kramers.
Dank der Bemühungen ihrer Lehrerin Sophie Cahn (1883–1964) war die künftige Lotte Kramer gemeinsam mit drei Mitschülerinnen und ihrer Cousine Lore Loebmann in einem der letzten Kindertransporte am 20. Juni 1939 nach England gelangt. Die Fahrtkosten hatten, auf Vermittlung von Cahn, Quäker übernommen. Die Geflüchteten konnten bei der Irin Margaret Prentwood Fyleman wohnen, die als junge Frau in Berlin Gesang studiert hatte. Auf diese Weise konnten sie, obwohl mit Kriegsbeginn als feindliche Ausländerinnen eingestuft, der Internierung entgehen. Im Gedicht „Ode to M.F.“ hat Lotte Kramer ein lebhaftes Bild dieser Zeit entworfen:
Her Irish voice was melodious

Her exuberance infected us all,

She could love and hate profoundly

And her temperament held us in thrall.

There was space for us in her house,

Quite bohemian in every way,

And she cooked huge meals on her kitchen range

In a slap-dash manner each day.

…
Zu den Auflagen für Nicht-Internierte zählte in England Arbeitspflicht, die sie zunächst in einer Wäscherei ableistete. Als jedoch der Verlobte einer ihrer englischen Kolleginnen in der Schlacht von Dünkirchen starb, wurde Lotte zur Zielscheibe von Feindseligkeiten. Einen Ausweg aus der untragbar gewordenen Situation fand erneut Margaret Fyleman, die sie bei ihrer Schwester, Lady Helne Seymour-Lloyd, als Hausmädchen in Oxford unterbrachte. Dort suchte sie ihr Jugendfreund, Fritz Kramer, auf, der über die Tschechoslowakei nach England gekommen war: Sie hatten sich in Mainz in der Jüdischen Schule kennen gelernt und waren vom Rabbiner beim Küssen im Keller erwischt worden. Der Kontext von Exil und Holocaust habe dieser „school days’ anecdote“ ein erhebliches Gewicht verliehen, betont Meike Reintjes in ihrer Dissertation über jüdische Exil-Dichterinnen in England. „The little school romance in Nazi Germany can be seen as a link that allows Lotte Kramer continuity from her childhood to her old age […] [W]ith the murder of her closest relatives this ‘engagement’ means there is still an immediate connection to her life in Mainz“. Schon 1943 heirateten die beiden. Das Paar zog nach Richmond bei London, wo Lotte Kramer Abendkurse in Kunst und Kunstgeschichte belegte und als Verkäuferin in einem Bekleidungsgeschäft arbeitete. Im Jahr 1947 brachte sie ihren Sohn Stephen zur Welt. In der Zeit in Richmond entstand auch größtenteils Lotte Kramers malerisches Werk, das sie nach Angaben von Natalie Vincent-Arnaud nicht für Wert hält, der Nachwelt überliefert zu werden.
Als der Beruf ihres Manns 1968 einen Umzug nach Peterborough erforderlich machte und zugleich der Sohn zum Studium nach Oxford gezogen war, erlebte Lotte Kramer eine Art Zusammenbruch: „Hierherzukommen, hier in Peterborough zu leben, war geradezu traumatisch, wissen Sie, weil ich so fehl am Platze war.“ (Fn Hörr). Sie begann zu schreiben, verwarf Prosa-Versuche und wandte sich der Lyrik zu, deren Formen sie sich autodidaktisch erschloss: „I began to read English poetry, heard a programme on Emily Dickinson on the BBC and that was my start. I began to write seriously and memories came flooding in.“ Rund zehn Jahre später, fast 40 Jahre nach ihrer Ankunft in England, publizierte Kramer ihren ersten Gedichtband, dessen Titel Ice-Break  laut Reintjes als Metapher für Kramers „Geburt als Dichterin“ zu lesen ist. Zugleich arbeitete sie in jenen Jahren ehrenamtlich im Peterborough-Museum als Aufsicht. Kramer lebt als ältestes Mitglied der Liberalen Jüdischen Gemeinde von Peterborough dort in einem Pflegeheim.

## Werk
Lotte Kramers lyrisches Schaffen ist äußerlich gekennzeichnet durch einerseits die lange Latenzphase, andererseits eine sich daran anschließende gut zwei Jahrzehnte währende Phase extremer Produktivität. Zwischen 1980 und 2011 hat sie so insgesamt elf eigenständige Bände veröffentlicht, zudem wurden bilinguale Ausgaben ausgewählter Gedichte in Japanisch und in Deutsch herausgegeben. Kramers Dichtung weist eine große Formenvielfalt auf: Freie Rhythmen stehen neben klassischen Gedichttypen der europäischen Tradition (Sonett, Villanelle oder auch volksliedhafte Vierzeiler), die mitunter leicht abgewandelt werden. Gelegentlich experimentierte Kramer aber auch mit außereuropäischen Formen, wie dem japanischen Haiku.
Ähnlich breit gefächert sind die Themen, die sie aufgreift: Tagespolitische Ereignisse von der Selbstverbrennung Jan Palachs bis zum Kosovo-Krieg oder Naturkatastrophen wie dem Tsunami von 2004 können ebenso wie familiäre Ereignisse, Zwischenfälle im Museum oder Urlaubsreisen  Schreibanlass werden. Besonders zahlreich sind die Gedichte, die sich unmittelbar auf Werke der Bildenden Kunst oder ihre Urheber beziehen: „Sie reflektiert ihr eigenes Schaffen im imaginären Dialog mit Künstler*innen“, hat Schirrmeister mit Blick auf Kramers Malerei-Gedichte festgestellt. Das bildnerische Repertoire, das Kramer aufruft umfasst dabei die gesamte westliche Kunst seit der Renaissance von Ghirlandajo über die klassische Moderne bis zum Abstrakten Expressionismus Mark Rothkos, nach dessen Farbtafelmalereien sie ihren neunten Gedichtband 2005 Black Over Red betitelt hat. Diese inhaltliche Breite hat Lotte Kramer bei mehreren Gelegenheiten betont, um einer beschränkenden Festlegung auf die Rolle einer „Kindertransport-Poet“ zu entgehen. „Ich möchte nicht in eine Art Sack der Holocaust- oder der Deutsch-Jüdischen Lyrik gesteckt werden“, hatte sie ihrer deutschen Übersetzerin und Herausgeberin Beate Hörr bereits 1999 erklärt. Umgekehrt haben sich aber Spuren der Verfolgung und des Traumas unmittelbar auch in jene Gedichte eingeschrieben, die nicht explizit den Holocaust, die Ermordung der Verwandten, die Deportation der Eltern oder den inneren Widerspruch der Rassen-Ideologie verhandeln, etwa in „Germany 1933“, das eine Szene aus dem nationalsozialistischen Volksschul-Alltag, den Fahnenappell mit Absingen des Horst-Wessel-Lieds in eine sarkastische Pointe münden lässt:
...

'Now choose the one to lead, to march ahead,

To keep your trust, unfurl the swastika.'

The teacher urged a ballot on the class

'The one you like the most' he archly said.

The children chose and named a jewish child.
„Ich glaube, dass meine ganze Lyrik von meinen früheren Erfahrungen eingefärbt ist. Egal worüber ich schreibe“, hatte Kramer bereits 1999 im Gespräch mit Beate Hörr über den oft unbewussten Einfluss der Vergangenheit auf das gegenwärtige Dichten nachgedacht. Im Bemühen diese Stereotypisierung zu vermeiden, hat Nathalie Vincent-Arnaud beim Blick aufs Oeuvre Kramers zuletzt die Dialektik von Stille und Schrei fokussiert, die es ihr zufolge antreibt. Ähnlich betont Schirrmeister die Tatsache, dass sich dieses Dichten „aus seiner Sprach-Wahl ableitet – seiner infolge von Zwang getroffenen, aber willentlich bestätigten Entscheidung“, die als Spannung zwischen erster und zweiter Sprache „rumort in einer Lyrik, die sich aus Erinnerung speist“.

### Vertonungen
Mehrere von Lotte Kramers Gedichten sind musikalisch bearbeitet worden. Der zweite Satz von Chris O’Hara’s Kantate „The Other Shore“ (2007) ist eine Vertonung von „Exodus“ aus Kramers Band Black Over Red (2005). Das Gedicht „Boy With Orange“ aus The Phantom Lane (2000), hat der kanadische Komponist Alex Eddington 2019 für Chor und Klavier gesetzt. Ein Jahr zuvor bereits hatte die nordirische Komponistin Deirdre Gribbin die bislang tiefgreifendste musikalische Auseinandersetzung mit Kramers Werk vorgelegt: Ihre 40-minütige Kantate Kindersang für Geige und Sopran wurde im Juli 2018 im Rahmen des West Cork Chamber Music Festival von Sopranistin Caroline Melzer und Nurit Stark (Violine) uraufgeführt. In elf Sätzen unternimmt dieses Werk zugleich einen Querschnitt durch den Teil des Oeuvres der Dichterin, der explizit die Shoah zum Gegenstand hat.

## Werke (Auswahl)
- Ice-Break, Annakin Fine Arts Limited, Peterborough, 1980
- Family Arrivals. Hatch End: Poet and Printer, 1981
- The shoemaker’s wife and other poems. Sutton, Surrey: Hippopotamus Press, 1983 ISBN 0-904179-35-4
- A Lifelong House. Sutton, Surrey: Hippopotamus Press, 1983
- The Desecration of Trees. Somerset: Hippopotamus Press, 1994 ISBN 0-904179-54-0
- Earthquake and other poems. Chester: Bemrose Shafron Ltd, 1994 ISBN 1-873468-23-7
- Selected and new poems : 1980–1997. Ware: Rockingham Press, 1997 ISBN 1-873468-53-9
- Homesick – Heimweh. Übersetzung, Herausgabe und Nachwort Beate Hörr. Frankfurt am Main: Brandes und Apsel, 1999 ISBN 978-3-86099-468-9
- The Phanthom Lane. Ware: Rockingham Press, 2000
- Black over Red. Ware: Rockingham Press,  2005
- Kindertransport, Before and After : Elegy and Celebration. Univ. of Sussex: Center for German Jewish Studies, 2007
- Turning the Key. Ware: Rockingham Press, 2009
- New and Collected Poems, Ware, Rockingham Press 2011, ISBN 978-1-904851-43-1